# أندرياس هانسن (لاعب كرة قدم)
أندرياس هانسن (بالدنماركية: Andreas Hansen) هو لاعب كرة قدم دنماركي في مركز حراسة المرمى، ولد في 11 أغسطس 1995. لعب مع نادي بروندبي.

## وصلات خارجية
- أندرياس هانسن على موقع الاتحاد الأوربي (الإنجليزية)
- أندرياس هانسن على موقع قاعدة بيانات كرة القدم.إي يو (الإنجليزية)
- أندرياس هانسن على موقع Soccerway.com (الإنجليزية)
- أندرياس هانسن على موقع عالم كرة القدم.نت (الإنجليزية)